# James Joyce
Pour les articles homonymes, voir Joyce.
Œuvres principales
- Portrait de l'artiste en jeune homme (1916)
- Ulysse (1922)
- Finnegans Wake (1939)

Signature

James Joyce, de son nom de naissance James Augustine Aloysius Joyce, né le 2 février 1882 à Dublin et mort le 13 janvier 1941 à Zurich, est un romancier et poète irlandais, de langue anglaise, considéré comme l'un des écrivains les plus influents du XXe siècle. Ses œuvres majeures sont un recueil de nouvelles, intitulé Les Gens de Dublin (1914), et des romans tels que Portrait de l'artiste en jeune homme (1916), Ulysse (1922), et Finnegans Wake (1939).
Bien qu'il ait passé la majeure partie de sa vie en dehors de son pays natal, l'expérience irlandaise de Joyce est essentielle dans ses écrits. Elle est la base de la plupart de ses œuvres. Son univers fictionnel est ancré à Dublin et reflète sa vie de famille, les événements, les amis (et les ennemis) des jours d'école et de collège. Ainsi, il est devenu à la fois le plus cosmopolite et le plus local des grands écrivains irlandais.
Son œuvre se caractérise par une maîtrise éblouissante de la langue et par l'utilisation de formes littéraires innovantes, associées à la création de personnages qui, comme Leopold Bloom et Molly Bloom (Ulysse), constituent des individualités d'une profonde humanité.

## Biographie

### Dublin, 1882-1904
Les premières années 
James Augustine Joyce naît en 1882 dans une famille catholique de la banlieue de Dublin. Il est l'aîné de dix enfants survivants. Deux de ses frères et sœurs sont morts de la fièvre typhoïde.
Sa mère (1859-1903) aurait été enceinte quinze fois en 17 ans soit quatre garçons, six filles, deux enfants morts en bas âge et trois fausses couches, à l'instar de Mme Dedalus, dans Ulysse. La famille de son père, originaire de Fermoy, possède une petite usine de sel et de chaux à Carrigeeny près de Cork. Il vend cette concession pour cinq cents livres, en 1842, mais continue à exploiter la firme. Cette société fait faillite en 1852.
Joyce, comme son père, revendique le fait que ses ancêtres viennent de l'ancien clan irlandais de Galway. Pour Francesca Romana Paci, James Joyce est un écrivain rebelle dont la « respectabilité repose sur la tradition d'une vieille maison de l'ouest et […] sur le fait d'être attaché à une certaine forme d'aristocratie ».
Son père et son grand-père ont épousé des femmes de familles riches. En 1887, le père de James, John Stanislaus Joyce, est nommé collecteur d'impôts de plusieurs districts par le Conseil de l'IRS de la ville de Dublin. Cela permet à la famille de s'installer à Bray, une petite ville à dix-neuf miles de Dublin. À Bray, la famille vit aux côtés d'une famille protestante, dont la fille, Eileen, est le premier amour de James. L'écrivain la mentionne d'ailleurs dans le Portrait de l'artiste en jeune homme, en citant son propre nom. Cette caractéristique de l'écriture joycienne (où les moments de vie de Joyce alimentent l'histoire de personnages fictifs) se retrouve dans bon nombre de ses œuvres. De même, quelques échantillons de phobies tenaces (phobie des animaux) alimentent ses œuvres telles que Portrait de l'artiste, Ulysse et Finnegans Wake.
En 1891, James écrit son premier poème Et Tu Healy sur la mort de Charles Stewart Parnell. Son père le fait imprimer et en envoie une copie à la Bibliothèque du Vatican. En novembre de la même année, John Joyce voit son nom inscrit dans la Gazette du Stubbs, un bulletin répertoriant les défauts de paiement et les faillites, et devient absent de son travail. Deux ans plus tard, il est licencié. C'est le début de la crise économique de la famille, en raison de l'incapacité des parents à gérer leurs finances, et de l'alcoolisme du père. Cette tendance, courante dans sa famille, sera l'héritage de James Joyce, même si, dans ses dernières années, il prendra l'habitude d'épargner, à la suite de la maladie mentale de sa fille Lucie — un handicap qui lui vaudra de grandes dépenses,.

#### Éducation

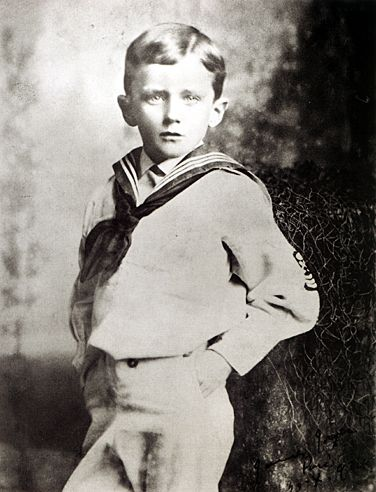
Joyce à l'âge de six ans, 1888

En 1888, Joyce entre chez les jésuites au Clongowes Wood College, dans le comté de Kildare pour y commencer ses études. Selon son biographe Herbert Gorman, en entrant dans cet établissement, Joyce est « établi mince, très nerveux, sensible comme un enfant. Il a la bénédiction ou la malédiction (cela dépend de votre point de vue) d'un tempérament introspectif ». James fut bientôt distingué comme un élève très doué, même dans les sports. Il en sort en 1892, lorsque son père ne peut plus payer les frais de scolarité. Il entre alors à l'école des Christian Brothers sur North Richmond Street à Dublin, avant qu'on ne lui offre une place au collège jésuite de Dublin Belvedere College en 1893 : offre faite dans la perspective d'intégrer l'ordre des jésuites. Mais Joyce rejette le catholicisme dès l'âge de 16 ans, tout en reconnaissant une influence indélébile de la philosophie de Thomas d'Aquin. À partir de ce moment, Joyce se contente d'une attitude neutre, froide contre le fait religieux, et n'en aime que les effets linguistiques. Ses lectures à cette époque sont nombreuses et influentes : Dickens, Walter Scott, Jonathan Swift, Laurence Sterne, Oliver Goldsmith et John Henry Newman. Parmi les poètes qu'il lit avec délectation : Byron, Arthur Rimbaud, William Butler Yeats, George Meredith, William Blake et Thomas Hardy.

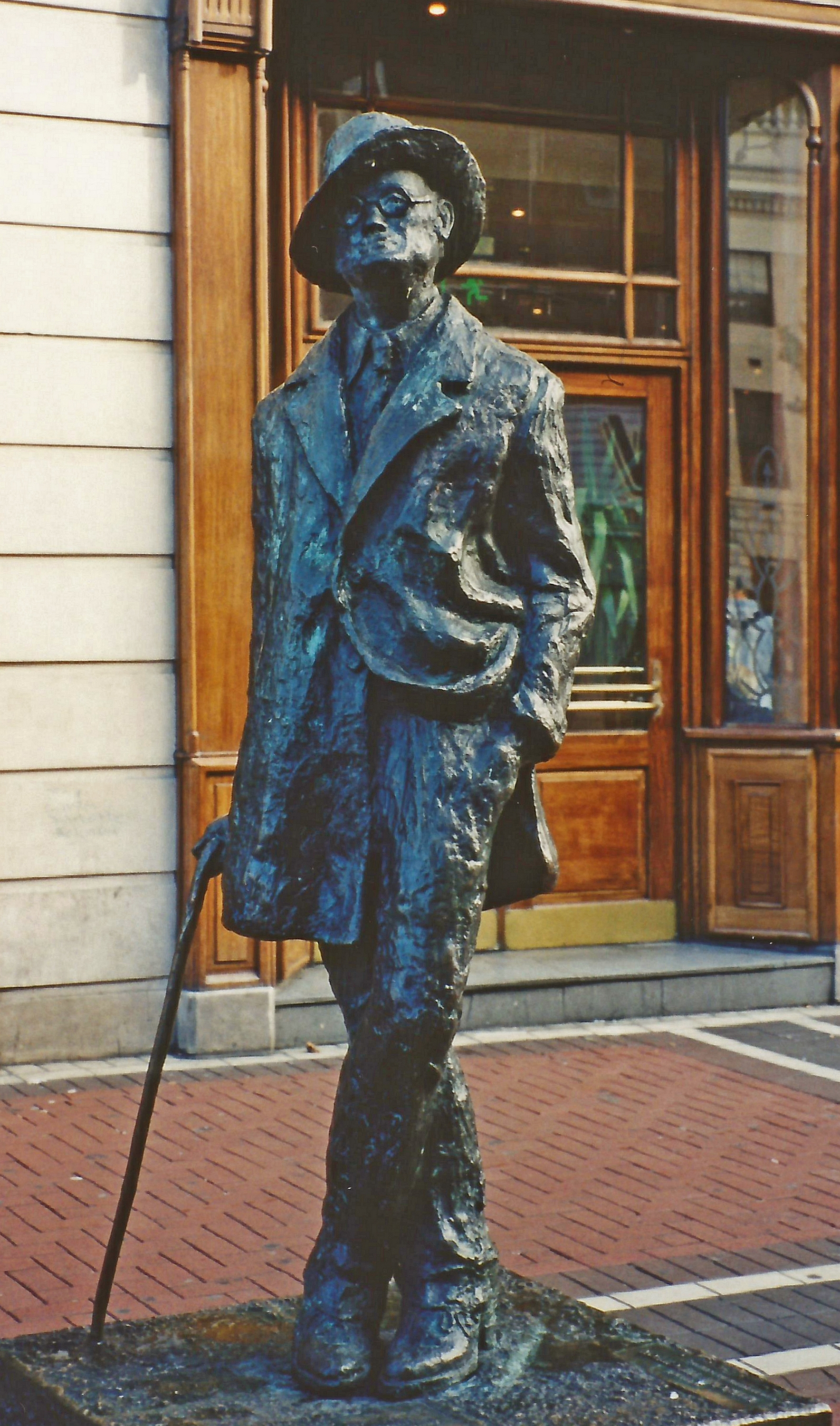
La statue de James Joyce à Dublin, par Marjorie Fitzgibbon.

En 1898, il entre à l'University College de Dublin (UCD), où il suit un enseignement de lettres et de langues modernes (français et italien). Il s'intègre dans les milieux théâtraux et littéraires de la ville. Il porte un intérêt pour la grammaire comparée, tout en s'engageant dans la lecture et l'écriture, en prenant une part active aux activités littéraires de l'université. En 1900, en tant que contributeur à la revue Forthnightly Review, il publie son premier essai sur les travaux de la dernière pièce d'Ibsen, un de ses auteurs préférés de la « New Drama », ce qui lui vaut une lettre de remerciement de la part de l'auteur norvégien. Durant cette période, il écrit quelques articles, et deux pièces aujourd'hui perdues. Il devient un membre actif de la Literary and Historical Society de Dublin. Il y présente d'ailleurs son exposé sur « Le théâtre et la vie ». Bon nombre des amitiés tissées au collège apparaissent plus tard dépeintes dans ses œuvres.
Après son diplôme de l'UCD en 1903, il fait un premier séjour à Paris, officiellement pour étudier la médecine mais en réalité il dilapide l'argent que sa famille avait pu difficilement lui procurer. Il revient en Irlande après quelques mois, lorsqu'un cancer est diagnostiqué chez sa mère. Il refuse de prier à son chevet et révèle ainsi son agnosticisme. Après la mort de sa mère, il continue à boire excessivement, et les conditions de vie au foyer des Joyce deviennent très mauvaises. Il vivote en écrivant des comptes rendus de livres, en enseignant et en chantant. Car Joyce est un ténor léger passionné de musique et de chant, comme l'était son père. En 1904, il remporte la médaille de bronze au Feis Ceoil. Il étudie le chant avec Vincent O'Brien, en même temps que John McCormack qui, lui, fera carrière. Il est également proche d'un autre ténor irlandais, John O'Sullivan dont il adore la voix et les aigus tout particulièrement, au point d'intervenir pour qu'il soit distribué sur les plus grandes scènes du monde et d'organiser une claque à l'Opéra de Paris.

#### Stephen le héros
Le 7 janvier 1904, il écrit en un jour une esquisse autobiographique intitulée Portrait de l’artiste, qui est rejetée par le magazine libre penseur Dana. Il décide lors de son 22e anniversaire de développer l'histoire en un long roman, Stephen le héros, dont la forme élaborée paraîtra sous le titre Dedalus (Portrait de l’artiste en jeune homme). Le 16 juin, il fait la connaissance de Nora Barnacle (24 mars 1884 - 10 avril 1951), jeune femme originaire du Connemara, Comté de Galway, qui travaille comme femme de chambre. Il en tombe amoureux. Cette date de leur premier rendez-vous est aussi la date de l'action d'Ulysse (le Bloomsday).

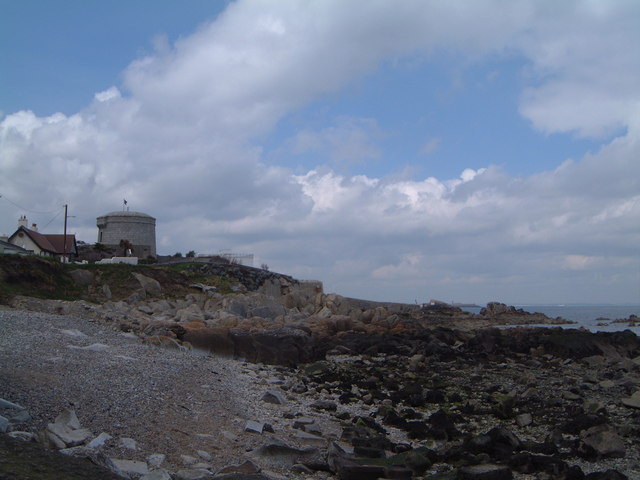
La tour Martello d'Oliver St John Gogarty à Sandycove.

Joyce reste un certain temps à Dublin, buvant énormément. Au cours d'une beuverie, il se bat avec un homme à la suite d'un malentendu au Phoenix Park. Il est recueilli par une vague connaissance de son père, Alfred H. Hunter, qui le ramène chez lui pour le soigner. Hunter, juif et marié à une femme infidèle, sera l'un des modèles de Leopold Bloom, le personnage principal d'Ulysse. Il fait venir un étudiant en médecine Oliver St John Gogarty, qui formera la base du caractère de Buck Mulligan (en) dans Ulysse. Après être resté dans la tour Martello de Gogarty pendant six nuits, il la quitte au milieu de la septième à la suite d'une altercation avec Gogarty, qui a dirigé un pistolet sur lui. Il retourne à pied à Dublin, reste chez des amis pour la nuit et envoie le lendemain l'un d'entre eux chercher ses affaires dans la tour. Peu après, il rejoint le continent avec Nora.

### Trieste et Zurich, 1904-1920

#### Pola et Trieste
Joyce et Nora s'imposent un exil volontaire, d'abord à Zurich, où Joyce doit obtenir, par l'intermédiaire d'un agent en Angleterre, un poste d'enseignant en anglais à l'école Berlitz. Mais l'agent a été escroqué et le directeur de l'école l'envoie à Trieste, qui est à l'époque en Autriche-Hongrie. Là encore il échoue, mais avec l'aide d'Almidano Artifoni, directeur de la Trieste Berlitz school, il trouve un poste d'enseignant à Pola, qui fait alors partie de l'Autriche-Hongrie (actuellement en Croatie). Joyce y reste d'octobre 1904 à mars 1905, lorsque les Autrichiens découvrent un réseau d'espionnage dans la ville et expulsent tous les étrangers. Avec l'aide d'Artifoni, il retourne à Trieste et commence à enseigner l'anglais pendant la majeure partie des dix années suivantes. À partir de ce moment-là, la langue parlée à la maison est l'italien. Il continuera à parler cette langue avec sa fille, Lucia, lorsque celle-ci sombrera dans une démence profonde.
Cette même année (1905), Nora donne naissance à leur premier enfant, Giorgio. Il peut alors persuader son frère Stanislaus de le rejoindre à Trieste, et lui assure un poste d'enseignant à l'école. Officiellement, il s'agit de répondre au besoin de l'école et d'offrir à son frère une vie plus intéressante que celle du simple emploi de clerc qu'il a laissé à Dublin. En réalité, Joyce espère ainsi augmenter les maigres revenus de sa famille avec les gains de son frère. Les relations entre Stanislaus et James se tendent pendant toute cette période où ils vivent ensemble à Trieste, principalement en raison de la tendance de James à « flamber » et à boire.
Un de ses étudiants à Trieste est Ettore Schmitz (plus connu sous le pseudonyme de Italo Svevo) ; ils se sont connus en 1907 et sont devenus amis, s'échangeant des critiques mutuelles. Schmitz est juif, et devient le principal modèle du personnage de Leopold Bloom dans Ulysse ; la plupart des détails concernant le judaïsme contenus dans Ulysseproviennent des réponses de Schmitz aux questions de Joyce. Joyce passe la plupart du reste de sa vie sur le continent. C'est à Trieste qu'il commence à souffrir de ses problèmes oculaires qui se traduiront par une douzaine d'opérations jusqu'à sa mort.
Nostalgique de l'errance du début de sa vie, Joyce est frustré de sa vie à Trieste : il déménage à Rome à la fin 1906, ayant obtenu une situation stable dans une banque. Mais il n'aime pas la vie à Rome et retourne à Trieste au début de l'année 1907. Sa fille Lucia naît au printemps de cette année-là. En cette même année, il publie son premier livre, Chamber Music et commence à présenter les premiers symptômes d'iritis, une maladie oculaire qui au fil des ans, le rendra presque aveugle.

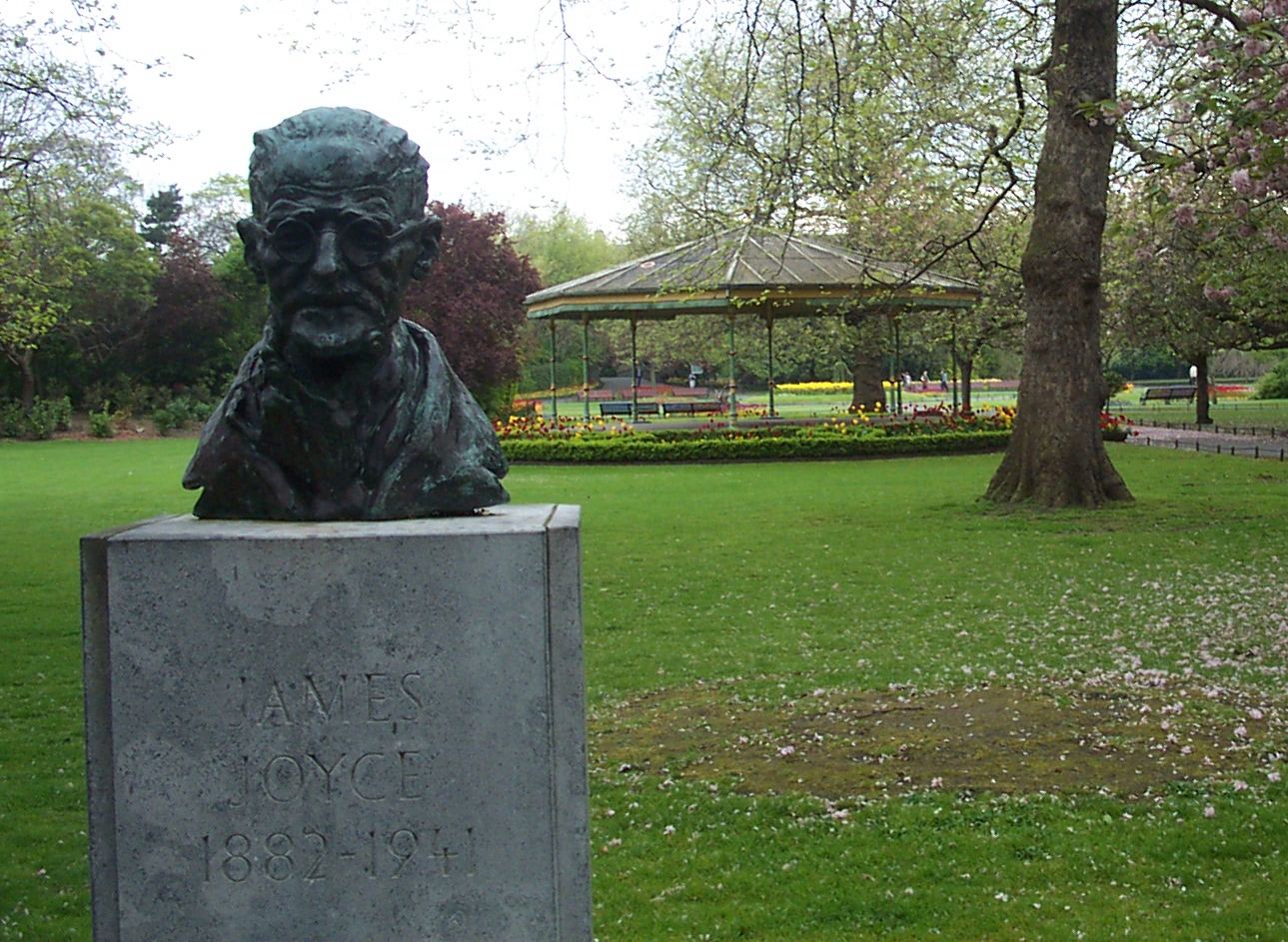
Buste de James Joyce à St. Stephen's Green, Dublin

Joyce retourne à Dublin à l'été 1909 avec Giorgio, pour rendre visite à son père, lui présenter son fils et publier Gens de Dublin. Il rend également visite pour la première fois à la famille de Nora à Galway.
Toutefois, au début août, il subit une des plus grandes déceptions de sa vie, quand ses amis Oliver St John Gogarty et Vincent Cosgrave, lui suggèrent que son épouse Nora aurait été infidèle par le passé, et que Giorgio ne serait pas son fils. Seules les dénégations énergiques d'un autre ami, John Francis Byrne, de son frère Stanislas, et des lettres de Nora réussissent à lui faire admettre que tout n'avait été qu'un mensonge infâme. Alors qu'il s'apprête à retourner à Trieste, il décide d'emmener une de ses sœurs Eva pour aider Nora à la maison. Il ne reste qu'un mois à Trieste avant de revenir à nouveau à Dublin, cette fois comme représentant de propriétaires de cinéma. Il a pour projet d'ouvrir une salle à Dublin. C'est une réussite (qui tournera en échec en son absence), et il retourne à Trieste en janvier 1910 accompagné de son autre sœur, Eileen. Alors qu'Eva a le mal du pays, et rentre à Dublin quelques années plus tard, Eileen passe le reste de sa vie sur le continent, se mariant finalement avec le banquier tchèque Frantisek Schaurek.
Joyce revient brièvement à Dublin à l'été 1912, toujours en conflit avec son éditeur George Roberts à propos de la publication de Gens de Dublin. Son voyage est vain, et, à son retour en Italie, il écrit le poème « Gas from a Burner » [Gaz d'un Bec], pour critiquer Roberts. Il ne reviendra plus en Irlande, malgré les prières de son père et les invitations de son compatriote William Butler Yeats.
Joyce réfléchit en permanence au moyen de gagner de l'argent rapidement. Il donne plusieurs conférences à l'Université Popolare et continue à publier des articles dans les journaux. Il pense importer du tweed irlandais à Trieste, mais le projet n'aboutit pas. Cependant, il ne sombre jamais dans la misère, grâce aux revenus tirés de sa place à l'école Berlitz et aux cours particuliers. La plupart des personnes qu'il rencontre grâce à ces cours ne lui seront d'aucun secours lorsqu'il voudra quitter l'Autriche-Hongrie pour la Suisse en 1915.

#### Zurich

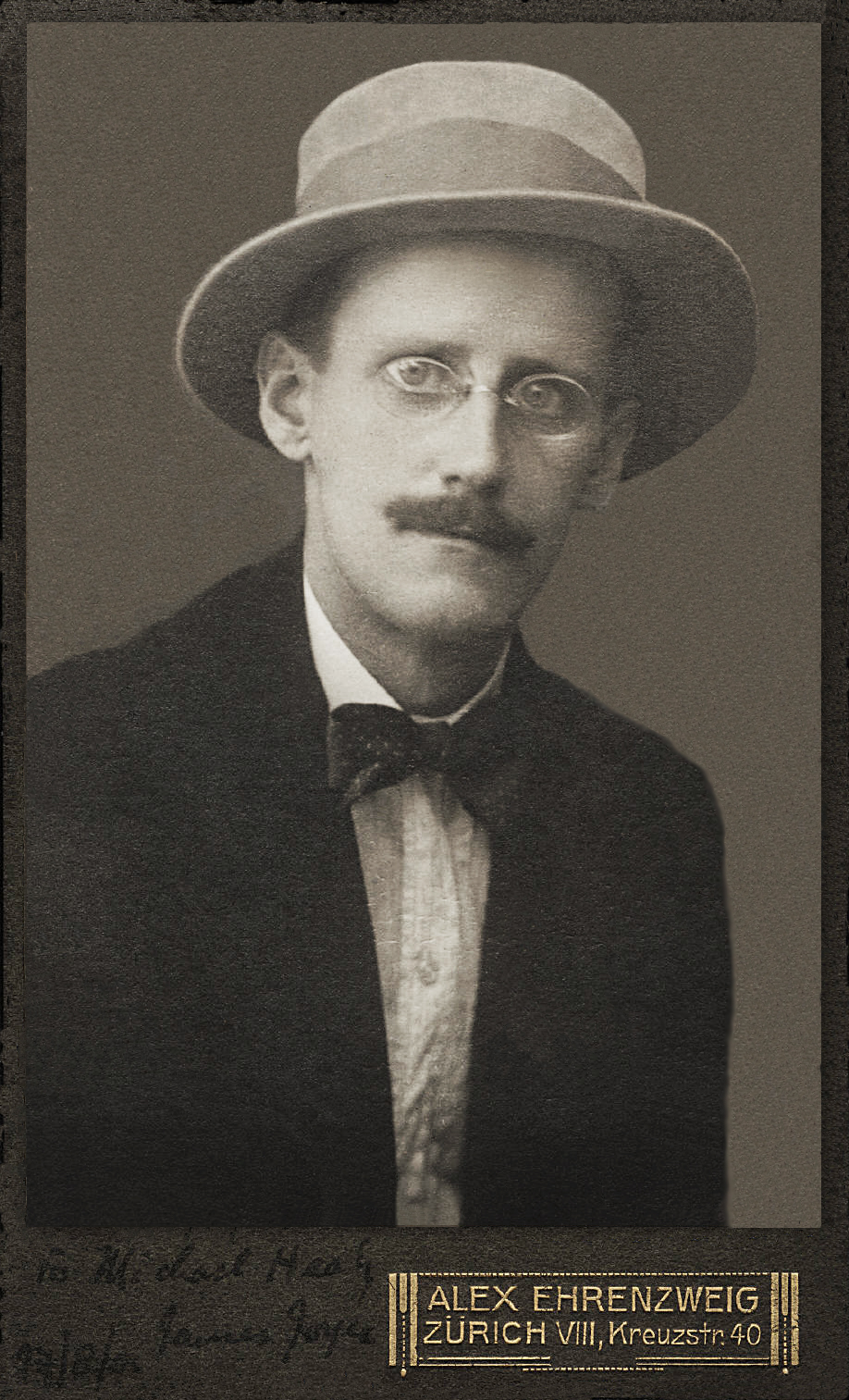
Joyce en 1915

En 1915, H. G. Wells se déclare admirateur de l'œuvre de Joyce. Cette même année, Joyce et sa famille, comme tous les citoyens britanniques quittent Trieste puisque la guerre austro-hongroise a éclaté. Stanislas, lui, est prisonnier dans un camp. Les Joyce déménagent à Zurich. L'écrivain a déjà séjourné quelques années en Suisse, pays neutre. Sa renommée grandit de jour en jour, mais ses revenus restent maigres. La famille survit grâce à l'enseignement, et l'aide de Pound, Yeats, Wells. Il rencontre celui qui restera son meilleur ami jusqu'à sa mort, Frank Budgen, auquel Joyce se référera en permanence durant la rédaction d'Ulysse et de Finnegans Wake. C'est aussi dans cette ville qu'Ezra Pound le signale à l'éditrice et féministe anglaise Harriet Shaw Weaver, qui deviendra la mécène de Joyce, lui fournissant jusqu'à la fin de sa vie l'argent pour vivre sans avoir à enseigner.
En décembre 1916, la première édition américaine de Dubliners et le premier Portrait de l'artiste en jeune homme sont publiés, tous deux grâce aux efforts de l'éditeur de New York BW Huebsch. La publication aux États-Unis le fait connaître à un public beaucoup plus large. L'année suivante, en 1917, les problèmes oculaires de l'auteur s'accentuent et le diagnostic tombe : il est atteint de glaucome et synéchies. Sa réputation devient impressionnante au point qu'il reçoit régulièrement des dons d'argent d'un admirateur anonyme. Toujours en 1917, lors d'un voyage de santé à Locarno, il lie une relation amoureuse avec une Allemande de 26 ans, Gertrude Kaempffer. Dans Ulysse, Gerty (diminutif de Gertrude) est la boiteuse de l'épisode inspiré par Nausicaa. En 1918, il fonde la compagnie de théâtre « Les joueurs Español » avec un acteur anglais, nommé Sykes Claud, et représente les drames préférés des Irlandais.
Les Exilés est publié en mai 1918, simultanément en Angleterre et aux États-Unis. À la même époque, Ulysse est publié en feuilleton dans le magazine The Little Review. Le poète T. S. Eliot, admiratif, écrit dans la revue Athenaeum (1919) « La vulgarité et l'égoïsme sont exploités pour atteindre la perfection dans le dernier ouvrage de M. James Joyce ».
À la fin de la guerre, Joyce revient brièvement à Trieste, mais trouve la ville trop changée, et il s'entend encore moins bien avec son frère, qui a été interné dans les prisons autrichiennes à cause de ses positions pro-italiennes. Joyce accepte en 1920 une invitation d'Ezra Pound pour une semaine à Paris, où il restera durant vingt ans.

### Paris et Zurich, 1920-1941

#### Paris etUlysse

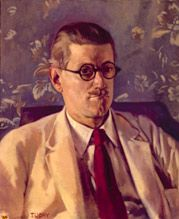
À Paris, 1924. Portrait de Patrick Tuohy

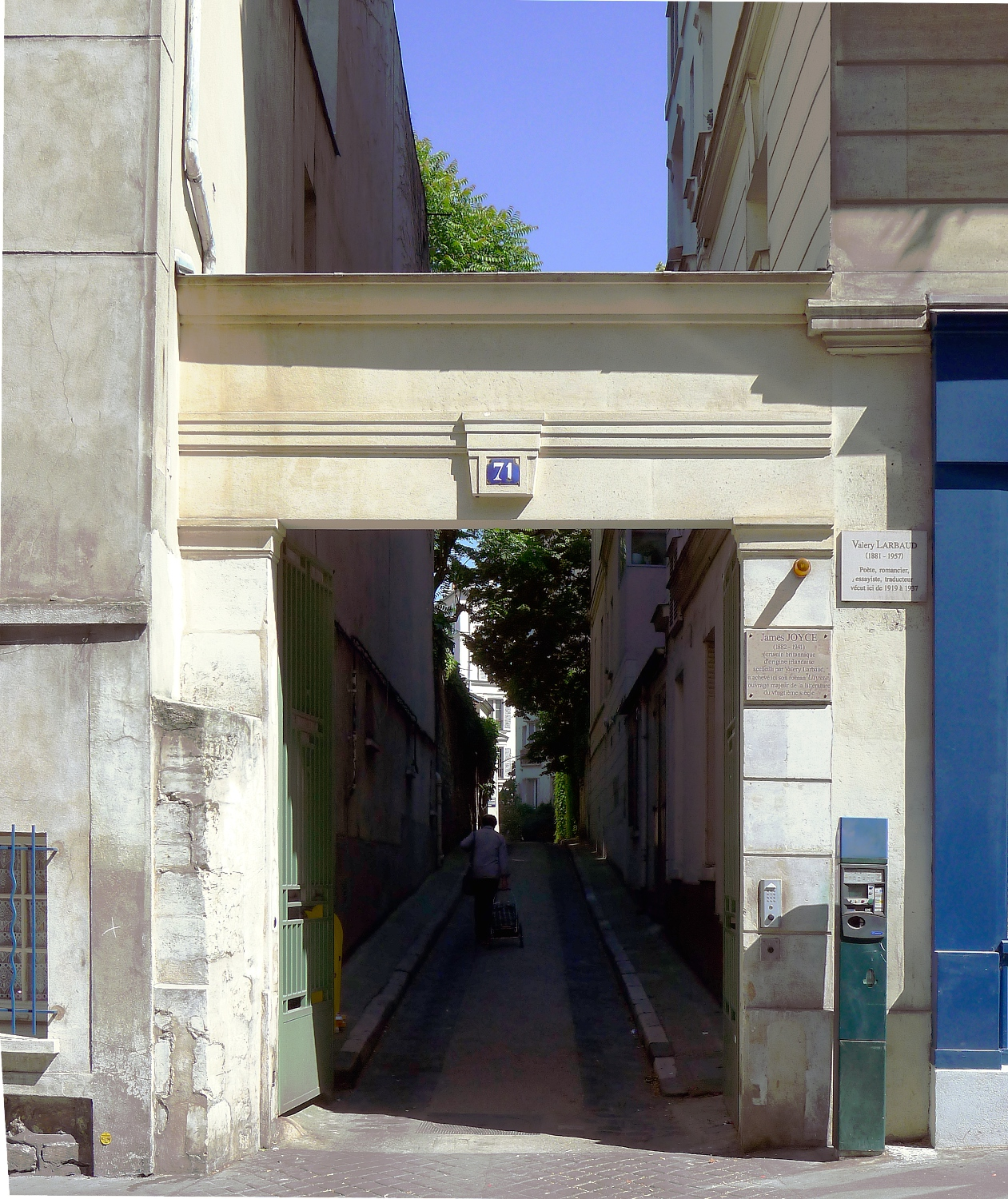
no 71, rue du Cardinal-Lemoine où James Joyce termina son roman Ulysse

Après avoir passé une grande partie de la guerre à Zurich (1915-1919), il retourne à Trieste quelques mois avant de s'installer en 1920 à Paris sur les conseils d'Ezra Pound. 1921 est une année de travail acharné pour terminer Ulysse. Il entretient une relation étroite avec l'écrivain américain Robert McAlmon, qui lui a prêté de l'argent et l'a aidé à finir le dernier chapitre d'Ulysse, Pénélope. Cette même année, il fait de nombreuses rencontres, dont Morley Callaghan, Ernest Hemingway et Valery Larbaud, qui le présente au Tout-Paris littéraire, ainsi que Sylvia Beach qui publie l’édition originale d’Ulysse en 1922 et Adrienne Monnier qui en publie la traduction française en 1929 chez Maurice Darantière. Le livre lui cause de nombreux ennuis avec les censeurs anglophones.
Ulysse (Ulysses, en anglais), est considéré comme un chef-d'œuvre et permet la consécration littéraire de Joyce. Il s'agit d'un roman expérimental, dont chacun des épisodes ou chacune des aventures est créée avec une technique littéraire propre : les chapitres sont écrits de manière journalistiques, théâtrales, scientifiques, etc. Ils se focalisent sur le monologue intérieur et le « stream of consciousness ».
Ulysse est un roman plein de symbolisme, dans lequel l'auteur joue avec la langue. Ses attaques contre les institutions, principalement l'Église catholique et l'État, sont constantes et nombre de ses passages jugés par leurs contemporains inacceptables et obscènes.
Inspiré de l’Odyssée d'Homère, le roman explore le 16 juin de 1904 la vie de trois Dublinois de classe moyenne inférieure : le Juif Leopold Bloom, qui erre dans les rues de Dublin pour éviter de retourner à son domicile, car son épouse, Molly (second personnage), lui est infidèle, et le jeune poète Stephen Dedalus, qui est l'auteur lui-même. Ulysse est un portrait psychologique de la première moitié du vingtième siècle.
À cette époque, en mai 1922, il rencontre Marcel Proust. Selon le biographe de Proust, George D. Painter, l'écrivain français a parlé « de la truffe et des duchesses, et Joyce, qui était un peu ivre, se plaignait de sa vue, tandis que Proust de l'estomac ». À partir de 1923, Joyce commence son Work in Progress (aidé de Samuel Beckett), dont il devait faire paraître pendant plus de quinze ans de nombreux fragments dans la revue Transition, soit sous forme de plaquettes (notamment Anna Livia Plurabelle en 1928), avant la publication complète sous le titre de Finnegans Wake, simultanément à Londres et à New York en 1939.
Joyce voyage souvent en Suisse pour des opérations des yeux et des traitements pour Lucia atteinte de schizophrénie. À Paris, Maria et Eugène Jolas nourrissent Joyce pendant les longues années où il écrit Finnegans Wake. Sans leur indéfectible soutien (et aussi sans le soutien financier d'Harriet Shaw Weaver), il est probable que ses livres n'auraient jamais été finis et publiés. Dans leur magazine littéraire Transition, aujourd'hui légendaire, les Jolas publient sous forme de feuilleton plusieurs sections du roman de Joyce sous le titre Work in Progress (Travail en cours). Finnegans Wake n'est pas bien accueilli par la critique, même si de grands critiques comme Harold Bloom, l'ont défendu. Dans ce roman, le « style » est poussé à l'extrême, à l'absurde : le langage obtenu par voie expérimentale, et sans restriction à partir de l'anglais courant devient une langue difficilement compréhensible. Pour sa composition, Joyce utilise le mélange d'une soixantaine de langues différentes, des mots peu courants et de nouvelles formes syntaxiques.
En 1931, cédant aux incessantes demandes de sa fille et de son père, Joyce épouse sa compagne Nora Barnacle, avec qui il a vécu près de trente ans.

#### Dernier séjour à Zurich
En décembre 1939, « l'Irlandais » (surnom de Joyce depuis son arrivée dans l'Hexagone) s'installe de nouveau en France, à Saint-Gérand-le-Puy, non loin de Vichy, dans l'Allier (il suit son petit-fils Stephen (en) dont l'école avec la guerre a été délocalisée de Neuilly-sur-Seine dans une commune voisine de Saint-Gérand). Après un an passé à attendre un visa de sortie, celui-ci lui est accordé et il se rend à Zurich, où il meurt moins de deux semaines après son arrivée. En effet, le 11 janvier 1941, il est hospitalisé pour une perforation d'un ulcère au duodénum. Il jouit de quelques jours de sursis avant de tomber dans le coma. Il se réveille à deux heures du matin le 13 janvier 1941 et demande à une infirmière d'appeler sa femme et son fils, puis il perd à nouveau conscience. Ils sont en chemin lorsqu'il meurt, quinze minutes plus tard. Il est enterré au cimetière de Fluntern à Zurich. Sa femme Nora, épousée à Londres en 1931, lui a survécu dix ans. Enterrée également, son corps repose à ses côtés ainsi qu'à ceux de leur fils Giorgio mort à Constance en 1976.

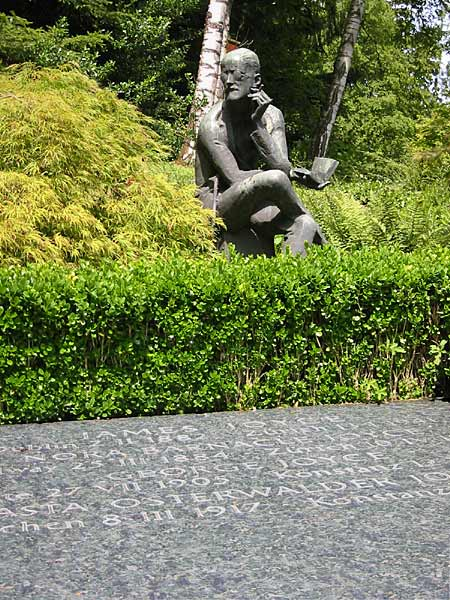
Pierre tombale de James Joyce à Zurich-Fluntern.

## Influences
Joyce a été l'objet de nombreuses études. Il a exercé une grande influence sur des écrivains aussi divers que Samuel Beckett, Jorge Luis Borges, Louis-René des Forêts, Flann O'Brien (qui fait de l'écrivain un des protagonistes de son roman L'Archiviste de Dublin), Máirtín Ó Cadhain, Alain Robbe-Grillet, Salman Rushdie, Philippe Sollers, Raymond Queneau, Thomas Pynchon, William S. Burroughs, Jack Kerouac, Victor-Lévy Beaulieu, Robert Anton Wilson, Joseph Campbell, Barry McCrea ou encore Marc-Édouard Nabe et Nathalie Sarraute.
Nombre de critiques du XXe siècle ont prétendu que l'œuvre de Joyce avait eu un effet désastreux sur la fiction moderne et post-moderne, créant des générations d'écrivains qui abandonnaient la grammaire, la cohérence et la trame de leur histoire en faveur de divagations nombrilistes illisibles (en référence à William S. Burroughs et autres membres de la Beat Generation). Des écrivains comme George Bernard Shaw ou Paulo Coelho portent un regard mitigé sur les ouvrages de Joyce. Cependant, les théoriciens littéraires structuralistes (Tzvetan Todorov et Gérard Genette en France) et post-structuralistes (entre autres, Umberto Eco ou Robert Scholes (en)) considèrent Joyce comme un des écrivains les plus importants du XXe siècle, dans son utilisation du "stream of consciousness" ("flux de pensée", style littéraire adoptant l'incertitude et les amalgames de la réflexion subjective dans l'écriture), des calembours et, plus généralement, dans la complexité contenue dans chacun des termes de ses œuvres, au point où Eco considère Finnegans Wake comme un « univers einsteinien ».
L'influence de Joyce s'exerce aussi dans d'autres domaines que la littérature. Ainsi, la phrase Three Quarks for Muster Mark (« Trois quarks pour Monsieur Mark ») dans Finnegans Wake est à l'origine du mot quark utilisé en physique nucléaire. Il a été proposé par le physicien Murray Gell-Mann, qui en avait fait la découverte scientifique. La phrase est chantée par un chœur d'oiseaux de mer et signifie « trois acclamations » ou — d'après les notes de Joyce — « trois railleries ».
Le philosophe Jacques Derrida a écrit un livre sur l'usage du langage dans Ulysse, le philosophe américain Donald Davidson a comparé Finnegans Wake avec les textes de Lewis Carroll. Le psychanalyste Jacques Lacan a consacré ses séminaires de 1975-1976 à l'exposition d'un de ses grands concepts, le « sinthome », inspiré par son étude de l'œuvre et de la personnalité de Joyce,. Vladimir Nabokov admirait beaucoup Ulysse, le citant parmi les œuvres majeures de la prose du XXe siècle, avec La Métamorphose de Franz Kafka.
Finnegans Wake revient plusieurs fois dans le roman de Tom Robbins Féroces infirmes, retour des pays chauds (Fierce Invalids Home from Hot Climates). Joyce est fêté chaque année le seize juin à Dublin par le Bloomsday, le plus grand rassemblement. Depuis 2011, un groupe de Montréalais, Festival Bloomsday Montreal, organise le deuxième festival de tout ce qui est Joyce du 12 juin au 16 juin. À Dedham, Massachusetts, a lieu chaque année la Promenade James Joyce, course de dix kilomètres mêlée de lectures des œuvres de l'auteur.

## Œuvres majeures

### Poésie
- The Holy Office (1904)
- Chamber Music (Musique de Chambre) (Elkin Mathews, 1907) - un recueil de trente-six poèmes écrits pendant ses jeunes années, recueil réorganisé et publié par les soins de son frère Stanislaus Joyce.

- Gas from a burner (De l'eau dans le gaz) (1912)
- Giacomo Joyce (vers 1915-1920) est une œuvre posthume publié en 1959 par Richard Ellmann.
- Pomes Penyeach (Poèmes à dix sous) (1927) - un recueil de treize poèmes, publié en 1927 par Shakespeare and Co, à Paris.
- Collected Poems (1936)
- Pomes Penyeach (1927), Allia, 2020.

### Romans

#### A portrait of the Artist as a Young Man(Portrait de l'artiste en jeune homme)(1916)
A Portrait of the Artist as a Young Man est une réécriture presque complète du roman Stephen le Héros, dont Joyce, dans un accès de colère, avait détruit une partie du manuscrit lors d'une dispute avec Nora. Il s'agit d'un roman autobiographique du passage à l'âge adulte. Joyce y raconte la maturité et la conscience de soi d'un jeune homme doué, dans ce Künstlerroman, c’est-à-dire l'histoire du développement personnel de l'artiste. Le personnage central, Stephen Dedalus, est basé sur James Joyce en personne. Quelques signes avant-coureurs des techniques que Joyce sera amené à utiliser plus tard de manière répétée, comme l'utilisation du monologue intérieur et des références à la réalité psychique du personnage plutôt que son environnement réel, sont évidents dans ce roman. Joseph Strick a réalisé un long métrage à partir de l'ouvrage en 1977 avec notamment Luke Johnston, Bosco Hogan, T. P. McKenna et John Gielgud.

#### Ulysses(Ulysse) (1922)

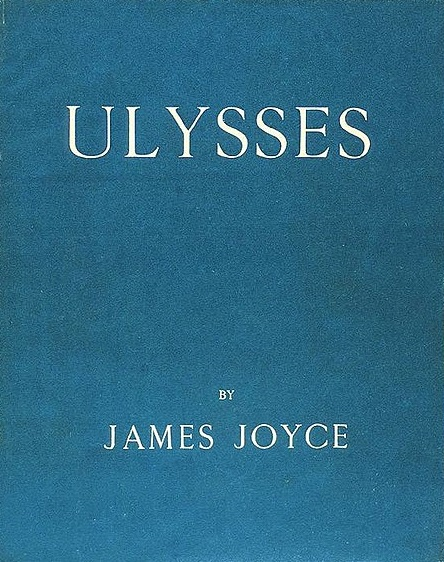
Couverture de la première édition dUlysse.

Alors qu'il complétait son travail sur Dubliners (Les Gens de Dublin) en 1906, Joyce envisagea d'ajouter une autre histoire centrée sur un scénariste de publicité juif du nom de Leopold Bloom sous le titre d'« Ulysse ». Bien qu'il n'ait pas inclus cette histoire dans l'œuvre à l'époque, il commença finalement à travailler sur un roman basé à la fois sur le titre et l'idée d'origine en 1914, dont l'écriture fut achevée en octobre 1921. Il consacra trois mois supplémentaires à la relecture et à la correction de l'ouvrage, avant d'arrêter toute son activité peu avant la date butoir qu'il s'était lui-même imposée, c’est-à-dire l'anniversaire de ses quarante ans (2 février 1922).

#### Finnegans Wake(La veillée des Finnegan) (1939)
La vision de l'Histoire proposée dans ce texte est très fortement influencée par Giambattista Vico (1668-1744) et la métaphysique de Giordano Bruno est importante pour les interactions entre les personnages. Vico a proposé une théorie cyclique de l'Histoire, dans laquelle les civilisations naissent du chaos, passent par des phases théocratiques, aristocratiques puis démocratiques et retournent ensuite au chaos. Les exemples les plus évidents de l'influence de cette théorie de Vico peuvent être retrouvés dans les phrases du début et de la fin du livre. En d'autres termes, la première phrase commence sur la dernière page ou la dernière phrase se termine sur la première page, faisant ainsi du livre un cycle. En fait, Joyce a dit que le lecteur idéal du livre serait celui qui, souffrant d'une insomnie idéale, terminerait le livre, pour aussitôt retourner à la première page et entamer ainsi un cycle de lecture sans fin.

### Nouvelles et contes

#### Dubliners(Les Gens de Dublin) (1914)

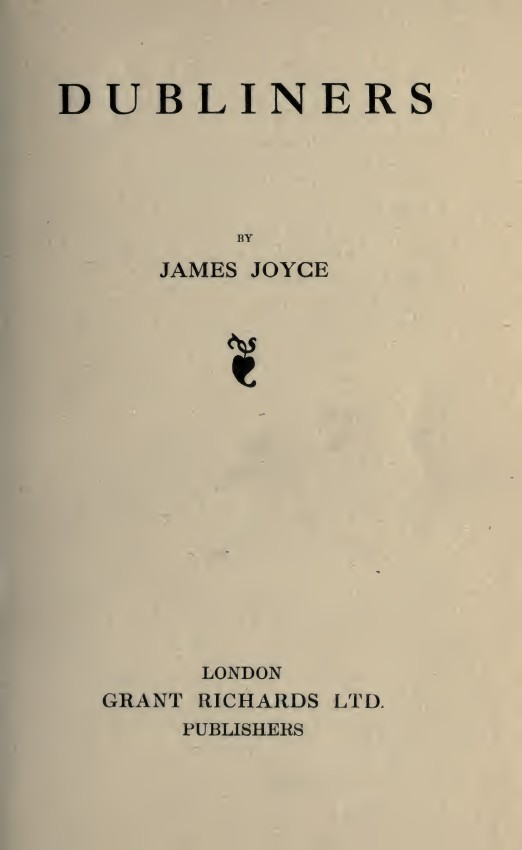
Page de titre de Dubliners, 1914

Les expériences irlandaises de Joyce constituent un élément essentiel de ses écrits, et apportent tous les cadres pour sa fiction et une grande part de la matière de ses histoires. Son premier ouvrage de nouvelles, Les Gens de Dublin (Joyce) ou Dublinois (Dubliners en anglais), est une analyse pénétrante de la stagnation et de la paralysie de la société de Dublin. Les nouvelles contiennent des « épiphanies », un mot particulièrement utilisé par Joyce, par lequel il décrivait une soudaine prise de conscience de l'« âme » de quelque chose. La dernière histoire, également la plus connue de l'ouvrage, « Les Morts » (The Dead en anglais), fut mise en scène par John Huston en 1987.

#### Le Chat et le diable
Ce conte fut publié pour la première fois en 1966. Cette histoire fut écrite en août 1936 pour le petit-fils de James Joyce, Stephen J .Joyce. Elle raconte l'histoire de la création du Pont de Beaugency par le diable, et le tour que lui a joué le Maire de la cité à l'époque médiévale.
Une version, publiée chez Gallimard est illustrée par Roger Blachon. Une nouvelle version parue en 2023 chez EST-Samuel Tastet Éditeur illustrée par l'artiste Maria Mikhaylova qui demanda des précisions à l'historien et auteur jeunesse Jacques Asklund quant à a l'architecture de la ville à cette époque, comme il est souligné dans l'ouvrage  (ISBN 978-2-86818-048-3).[réf. nécessaire].

### Théâtre:Exiles(Les Exilés) (1918)
Berthe entre les deux amis, Richard et Robert, ces deux hommes rivaux, dans son amour, mais il y a aussi dans le circuit cette Béatrice qui se trouve être doublement la rivale de Berthe, dans l’amour que lui porte Richard, et dans le fait qu’elle aime Robert, qui lui aime Berthe, tout se passe, dans cette pièce, comme si l’amour au lieu d’être réciproque entre un homme et une femme élue, était intransitif.

### Essais
- Critical Writings (Essais critiques) (2000)

### Correspondance
Joyce a écrit tout au long de sa vie une correspondance suivie.
Dans ses lettres, il menace souvent de tout quitter, même sa famille. On y découvre également aussi qu'il est sociable, un bon fils, un bon frère, complaisant avec son épouse et un bon père. Les lettres témoignent également de son désir de « sainteté laïque », sa relation entre l'art et le moi spirituel, et reconnaît la primauté du poète. Dans une lettre à l'éditeur Grant Richards concernant les Dublinois, Joyce dit à propos de cette œuvre : « C'est un chapitre de l'histoire morale de mon pays. » Dans ses lettres, la jeunesse peut être vue dans ses idées socialistes, sans faire aucune mention de Marx. Dans d'autres lettres, il montre son pessimisme politique, son dégoût des monarchies et des républiques, et doute même de l'avenir du socialisme. Ou encore plaide-t-il pour un partisan du mouvement séparatiste irlandais Sinn Féin.
Les Lettres à Nora sont des lettres que James Joyce a adressé à Nora Barnacle, sa compagne pendant une trentaine d'années puis son épouse. Ces lettres sont datées principalement de 1904, année de leur rencontre, et de 1909, année pendant laquelle, pendant quelque temps, il est à Dublin alors qu'elle est à Trieste. Une des connaissances de Joyce à Dublin lui fait croire qu'il a été par le passé un amant de Nora, ce qui, alors qu'ils sont éloignés, provoque chez Joyce une crise de jalousie et de désir sexuel, dont témoigne la correspondance. La publication de ce recueil de lettres a longtemps été bloquée par l'ayant-droit de James Joyce, son petit-fils Stephen Joyce, et n'a pu se réaliser que lorsqu'elles sont passées dans le domaine public, en 2012,.
- Lettres I, Gallimard, 1961
- Lettres II, Gallimard, 1973
- Lettres III, Gallimard, 1981
- Lettres VI, Gallimard, 1986
- Lettres à Nora, Payot, Rivages/Poche, 2012

## Dans la culture

### Littérature
- Femmes de Joyce, pièce de théâtre d'Edna O'Brien, 120 pages, Sabine Wespieser éditeur, 2023
- James Joyce - L'homme de Dublin, roman graphique, scénario et dessin de Alfonso Zapico, 240 pages, Futuropolis, 2013
- Roaratorio, essai radiophonique de John Cage inspiré du roman Finnegans Wake de James Joyce, 1980[42]
- "Quand la technique s'emballe"[43], essai du physicien Aurélien Barrau sur James Joyces, à l'occasion du colloque Derrida donné à l'ENS-Ulm en 2014.

### Filmographie
- Passages from James Joyce's Finnegans Wake (de Mary Ellen Bute, 1965)
- Ulysses (de Joseph Strick, 1967)
- A Portrait of the Artist as a Young Man (film) (en) (de Joseph Strick, 1977)
- James Joyce's Women (de Michael Pearce, 1985)
- Gens de Dublin (de John Huston, 1987)
- Nora (de Pat Murphy, 2000)
- Bloom (de Sean Walsh, 2003)

## Musique
- Albert Roussel, A Flower Given to my Daughter, L.55 (1931)
- Yves-Marie Pasquet : A flower Given to my Daughter, pour baryton, mezzo, contralto, chœur d'enfants et orchestre, poème de James Joyce 1984

## Hommage
- Jardin James-Joyce (Paris)
- Musée James-Joyce (Saint-Gérand-le-Puy)

#### Biographies
- Richard Ellmann, Joyce (National Book Award), Gallimard, 1962 repris dans la coll. L'« Imaginaire » en deux volumes. Rééd. 1982 (Prix James Tait Black).
- Brenda Maddox : La Vérité sur les rapports de Nora et James Joyce, Albin Michel, 1990
- Edna O'Brien, James Joyce, Fides, 2001
- Jacques Mercanton, Les Heures de James Joyce, Actes Sud, 1993
- Jean Paris, James Joyce par lui-même, Éd. du Seuil, 1953

#### Essais sur l'œuvre
- Anne Fogarty, « "En signe de reconnaissance" : James Joyce et Harriet Shaw Weaver » dans Le Mécénat littéraire aux XIXe et XXe siècles, Anne Struve-Debeaux (dir.), Paris, éditions Hermann, 2019.
- Ginette Michaud, « ‘‘Une épingle de sûreté...’’ : de l’appartenance nationale chez Joyce », Études françaises, vol. 31, no 3,‎ hiver 1995, p. 59-86 (lire en ligne)
- Ginette Michaud, « Joyce∞, ou l’infini en fiction », Études françaises, vol. 30, no 1,‎ été 1994, p. 81-117 (lire en ligne)
- Ginette Michaud et Sherry Simon, Joyce, Paris et Montréal, Le Castor Astral et HMH, coll. « L'atelier des modernes », 1996, 152 p.
- Philippe Blanchon, De Chamber Music à Finnegans Wake, Quel âge est-il ?, La Nerthe, 2023  (ISBN 978-2490774425)
- Les poèmes du Wake de James Joyce, interprétation et commentaires de Philippe Blanchon, Éditions de la Nerthe, 2015  (ISBN 978-2916862965)
- Philippe Blanchon, James Joyce, une lecture amoureuse, Golias, 2012  (ISBN 978-2354721862)
- Adrien Le Bihan, James Joyce travesti par trois clercs parisiens (Gillet, Sollers, Crépu), Cherche-bruit, 2011  (ISBN 978-2-9537571-1-8)
- Adrien Le Bihan, Je naviguerai vers l'autel de Joyce, Cherche-bruit, 2010  (ISBN 978-2-9519642-8-0)
- D. J. Max, "The Injustice Collector", The New Yorker, 2006-06-19
- Beaulieu, Victor-Lévy, James Joyce, L'Irlande, Le Québec, Trois-Pistoles, 2006  (ISBN 2-89583-140-8)
- (en) Anna-Katarina Gravgaard, Could Leopold Bloom Read Ulysses?, Université de Copenhague, 2006
- Lorie-Anne Duech, James Joyce (Dubliners, A portrait…), Ophrys, collection "Des auteurs et des Œuvres", 2005
- Sherry, Vincent B. James Joyce: Ulysses, Cambridge University Press. 2004  (ISBN 0-521-53976-5)
- Williamson, Edwin, Borges: A Life, Viking Adult, 5 août 2004  (ISBN 0-670-88579-7)
- Vivien Igoe, A Literary Guide to Dublin, Methuen Publishing, 2003  (ISBN 0-413-69120-9)
- David Adams, Colonial Odysseys : Empire and Epic in the Modernist Novel, Cornell University Press, 2003  (ISBN 0-8014-8886-9)
- Tara Pepper, Portrait of the Daughter: Two works seek to reclaim the legacy of Lucia Joyce Newsweek International. March 8, 2003
- Shloss, Carol Loeb. Lucia Joyce: To Dance in the Wake, Farrar, Straus and Giroux, New York, 2003  (ISBN 0-374-19424-6)
- Margaret MacBride, Ulysses and the Metamorphosis of Stephen Dedalus, Bucknell University Press, 2001  (ISBN 0-8387-5446-5)
- Jacques Trilling et Jacques Derrida : James Joyce ou l'écriture matricide, Circe, 2001
- John McCourt, The Years of Bloom, Lilliput Press, 2000
- Borges, Jorge Luis, (ed.) Eliot Weinberger, Borges: Selected Non-Fictions, Penguin, 2000  (ISBN 0-14-029011-7)
- Eugène Jolas, Man from Babel, 1998  (ISBN 0-300-07536-7)
- Robert H. Deming (Ed.), James Joyce: The Critical Heritage, Routledge, 1997  (ISBN 978-0-203-27490-3)
- Keith Hopper, Flann O'Brien, A Portrait of the Artist as a Young Post-Modernist, Cork University Press, 1995  (ISBN 1-85918-042-6)
- Bob Perelman, The Trouble with Genius: Reading Pound, Joyce, Stein, and Zukofsky, Berkeley, CA: University of California Press, 1994
- Jean-Michel Rabaté, James Joyce, Hachette, 1993
- Dettmar, Kevin J. H. (Ed.) Rereading the New: A Backward Glance at Modernism, University of Michigan Press, 1992  (ISBN 978-0-472-10290-7)
- Hilary Clark, The Fictional Encyclopaedia: Joyce, Pound, Sollers, Taylor & Francis, 1990  (ISBN 978-0-8240-0006-6)
- L'Herne, James Joyce, Cahier no 50 dirigé par Jacques Aubert et Fritz Senn, 1986
- Joyce et Cie, dans Théorie des exceptions Philippe Sollers Folio Essais Gallimard, 1986 no 28
- Richard Ellmann. James Joyce, Oxford University Press, 1959, revised edition 1983  (ISBN 0-19-503381-7)
- Quillian, William H. Hamlet and the new poetic: James Joyce and T. S. Eliot, Ann Arbor, MI: UMI Research Press, 1983
- Bruce Bradley, James Joyce's Schooldays, New York, St. Martin's Press, 1982 ; et Dublin, Gill & MacMillan, 1982  (ISBN 978-0-312-43978-1)
- Vladimir Nabokov, Lectures on Ulysses: A Facsimile of the Manuscript, Bloomfield Hills/Columbia, Bruccoli Clark, 1980  (ISBN 0-89723-027-2)
- Barbara Reich Gluck, Beckett and Joyce : Friendship and Fiction, Bucknell University Press, 1979  (ISBN 0-8387-2060-9)
- Anthony Burgess, Joysprick: An Introduction to the Language of James Joyce (1973), Harcourt, 1975  (ISBN 0-15-646561-2)
- Jacques Aubert (angliciste) : Introduction à l'esthétique de James Joyce, Édition Marcel Didier, 1973
- Frank Budgen, James Joyce and the Making of 'Ulysses', and other writings. Oxford University Press, 1972  (ISBN 0-19-211713-0)
- Forrest Read, Pound/Joyce: The Letters of Ezra Pound to James Joyce, with Pound's Essays on Joyce. New Directions, 1967
- Burgess, Anthony, Here Comes Everybody: An Introduction to James Joyce for the Ordinary Reader, Faber & Faber, 1965,  (ISBN 0-571-06395-0) ; also published as Re Joyce OCLC 3873146); Hamlyn Paperbacks; Rev. ed edition, 1982  (ISBN 0-600-20673-4)
- Harry Levin, ed., The Essential James Joyce, Jonathan Cape, 1948 ; Penguin/Jonathan Cape, 1963
- Jacques Prescott, James Joyce, Lettres Modernes, 1959
- Jean Paris, James Joyce, coll. Écrivains de toujours, Seuil, 1954
- Jacques Lacan, Le séminaire livre XXIII : Le sinthome, Paris, éditions du Seuil, 2005.
- (en) Luke Thurston, James Joyce and the problem of psychoanalysis, Cambridge University Press, 2004, online publication 2009, online  (ISBN 9780511485329), [lire en ligne]

#### Documents sonores
- James Joyce, The Complete Recordings, avec un fascicule : Eugène Jolas, James Joyce, Edited by Marc Dachy. An unpublished book by Eugène Jolas and Jolas-Joyce. A Friendship in the Tower of Babel, an introduction by Marc Dachy, Sub Rosa, SR 60, 2002 (CD audio + livre).

#### SurUlysse
- (en) Michael Groden, Ulysses in Progress, Princeton, NJ: Princeton University Press, 1977. Paperback Edition, Princeton, Princeton University Press, 1987
- (en) Hugh Kenner, Ulysses, Londres, George Allen and Unwin, 1980  (ISBN 0-04-800003-5)
- (en) Harry Blamires, The New Bloomsday Book: A Guide through Ulysses, Routledge, 1996  (ISBN 0-415-00704-6)
- (en) John Mood, Joyce's "Ulysses" for Everyone, Or How to Skip Reading It the First Time, Bloomington, Author House, 2004  (ISBN 1-4184-5104-5)

#### SurFinnegans Wake
- (en) Samuel Beckett, William Carlos Williams et autres contributeurs, Our Exagmination Round His Factification For Incamination Of Work In Progress, Shakespeare and Company, 1929
- (en) Anthony Burgess (ed.), A Shorter 'Finnegans Wake', Vicking, 1966
- (en) Joseph Campbell et Henry Morton Robinson, A Skeleton Key to Finnegans Wake, New World Library, 1944; Nouvelle Edition, 2005  (ISBN 1-57731-405-0)
- Concic-Kaucic, Gerhard Anna. /S/E/M/EI/ON/ /A/OR/IST/I/CON/ II oder zur Autobiographie Sem Schauns, Wien: Passagen Verlag, 1994  (ISBN 3-85165-039-5)
- Umberto Eco, L'Œuvre ouverte, Seuil
- (en) Roland McHugh, Annotations to Finnegans Wake, The Johns Hopkins University Press, 1991  (ISBN 978-0-8018-4190-3)
- (en) William York Tindall, A Reader's Guide to Finnegans Wake, Syracuse University Press, 1996 (First published 1969)
- James Joyce, Entretien avec Adolf Hoffmeister, La Nerthe, 2021  (ISBN 978-2490774111)

#### Bases de données et dictionnaires
- (en) Site officiel
- Ressources relatives à la musique :   - International Music Score Library Project
  - Carnegie Hall
  - Discogs
  - Grove Music Online
  - MusicBrainz
  - Répertoire international des sources musicales
  - Songkick
- Ressources relatives aux beaux-arts :   - Artists of the World Online
  - British Museum
  - MutualArt
  - National Gallery of Art
  - National Portrait Gallery
  - Union List of Artist Names
- Ressources relatives à la littérature :   - Academy of American Poets
  - Internet Speculative Fiction Database
  - Poetry Foundation
  - Projet de recherche en littérature de langue bretonne
- Ressources relatives au spectacle :   - Archives suisses des arts de la scène
  - Les Archives du spectacle
  - Internet Broadway Database
  - Kunstenpunt
- Ressources relatives à la recherche :   - Bibliothèque interuniversitaire de santé
  - Dialnet
- Ressources relatives à l'audiovisuel :   - Filmportal
  - IMDb
- Ressource relative à la santé :   - Bibliothèque interuniversitaire de santé
- Ressource relative à plusieurs domaines :   - Radio France
- Ressource relative à la bande dessinée :   - Comic Vine
- Notices dans des dictionnaires ou encyclopédies généralistes :   - Britannica
  - Brockhaus
  - Den Store Danske Encyklopædi
  - Deutsche Biographie
  - Dictionary of Irish Biography
  - Dictionnaire historique de la Suisse
  - Enciclopedia italiana
  - Enciclopedia De Agostini
  - Gran Enciclopèdia Catalana
  - Hrvatska Enciklopedija
  - Internetowa encyklopedia PWN
  - Nationalencyklopedin
  - Munzinger
  - Oxford Dictionary of National Biography
  - Proleksis enciklopedija
  - Store norske leksikon
  - Treccani
  - Universalis
  - Visuotinė lietuvių enciklopedija
- Notices d'autorité :   - VIAF
  - ISNI
  - BnF (données)
  - IdRef
  - LCCN
  - GND
  - Italie
  - Japon
  - CiNii
  - Espagne
  - Belgique
  - Pays-Bas
  - Pologne
  - Israël
  - NUKAT
  - Catalogne
  - Suède
  - Vatican
  - WorldCat